# Loyal de San Diego
Maillots
Actualités
Dernière mise à jour : 9 novembre 2022.
Le Loyal de San Diego (en anglais : San Diego Loyal) était une équipe américaine de soccer et une franchise de USL Championship (USLC) basée à San Diego en Californie.

## Histoire

### Origines et fondation

#### Héritage du soccer à San Diego
Bien que de nombreux clubs de San Diego aient intégré des ligues nationales au fil des décennies, rares sont les organisations ayant connu le professionnalisme et s'étant inscrit dans la durée à ce niveau. Les Sockers de San Diego sont certainement la franchise la plus renommée de la ville, ayant rejoint la North American Soccer League en 1978 jusqu'à la disparition de cette ligue de premier plan au terme de la saison 1984. L'équipe poursuit son aventure en Major Indoor Soccer League où elle évolue déjà en parallèle depuis 1976 puis en Continental Indoor Soccer League (en) avant la dissolution de la franchise en 1996.
Néanmoins, dès 1998, la relève intervient avec l'arrivée du Flash de San Diego qui se joint à la A-League, alors deuxième division nord-américaine derrière la Major League Soccer. Mais malgré les bons résultats sportifs, des difficultés financières et des problèmes de gestion en interne mettent fin à la franchise qui est dissoute à l'issue de la saison 2001. La saison suivante, en 2002, les Gauchos de San Diego font leurs débuts en USISL D-3 Pro League où ils évoluent trois ans avant de rétrograder d'un palier et tomber au niveau amateur puis de disparaître fin 2006,.
Depuis 2006 donc, seules des initiatives pour ramener du soccer amateur sont lancées, avec parmi elles les Pumitas de San Diego (2005 à 2007 en NPSL), le Boca de San Diego (2009 à 2014 en NPSL), le Zest de San Diego (2016 à 2019 en PDL/USL2) ou encore l'ASC San Diego (en NPSL depuis 2016). Seul le San Diego 1904 FC (en) devance le Loyal de quelques mois en démarrant ses activités en septembre 2019 en National Independent Soccer Association (en), une ligue professionnelle de troisième rang nouvellement créée.

#### Fondation du club en 2019
Avec tout cet héritage, le Loyal de San Diego est officiellement fondé le 20 juin 2019 lorsque l'annonce est faite par les dirigeants du USL Championship qu'une franchise est octroyée à San Diego avec l'ambition de démarrer la compétition en 2020 ou 2021. Ce nouveau projet est alors porté par Warren Smith, cofondateur du Republic de Sacramento en Californie du Nord et Landon Donovan, figure emblématique du soccer américain ayant mis un terme à sa carrière de joueur en 2019 avec la nouvelle mouture des Sockers de San Diego (en) en Major Arena Soccer League (en) et qui devient vice-président des opérations soccer,. À l'approche de sa saison inaugurale en 2020, Landon Donovan est nommé entraîneur de l'équipe tout en conservant ses responsabilités administratives au sein du club,. Quelques semaines plus tard, le 11 novembre 2019, le premier joueur de la franchise est engagé, il s'agit de Sal Zizzo qui sort de sa retraite sportive annoncée au mois de mai 2019.

### Débuts sportifs

#### Une première saison mouvementée (2020)
Pour sa rencontre inaugurale, le Loyal de San Diego affronte les Lights de Las Vegas le 7 mars 2020, un match qui se solde par un verdict nul 1-1, la première réalisation pour les locaux venant de Charlie Adams au quart d'heure de jeu. La semaine suivante, l'équipe menée par Landon Donovan connait sa première victoire face au Defiance de Tacoma mais le début de saison est nettement interrompu quelques jours plus par la pandémie de Covid-19 qui provoque la suspension de la compétition. Lors de la reprise en juillet, San Diego remporte deux de ses trois rencontres de retour mais l'été est plutôt difficile avec six matchs sans victoire avant de se relancer en septembre.
Mais, en fin de saison régulière, plusieurs événements touchant le Loyal de San Diego perturbent la ligue et empêchent la qualification en séries de la franchise de Californie du Sud. Le 25 septembre, dans un affrontement face au Galaxy II de Los Angeles, le joueur de San Diego Elijah Martin est victime de propos racistes de la part d'Omar Ontiveros, menant à sept matchs de suspension pour ce dernier et une demande de forfait émanant du Loyal. Le résultat du match (1-1) est pourtant maintenu sur décision de la ligue. La semaine suivante, San Diego est opposé au Rising de Phoenix, rencontre au cours de laquelle Collin Martin est victime de propos homophobes à son égard venant de Junior Flemmings. Les joueurs du Loyal ne veulent pas reprendre la partie pour la deuxième période et une victoire par forfait de Phoenix est ainsi proclamée.
Avec cette fin de saison marquée par ces incidents, le Loyal de San Diego manque de peu la qualification en séries en raison du forfait face à Phoenix et conclut son premier exercice au dixième rang sur dix-huit dans la conférence Ouest.

#### Une franchise compétitive en USL Championship (2021-2022)
Au début de la saison 2021, le Loyal, ambitieux pour sa deuxième saison, enregistre quatre défaites de rang avant de connaître une série de six victoires et trois nuls. L'été est plus compliqué mais San Diego se relève en septembre et octobre avec de nombreuses victoires qui permettent à l'équipe de se qualifier pour la première fois de son histoire en séries grâce à une troisième place dans la division Pacifique. Opposé au San Antonio FC en quart de finale de conférence, le Loyal s'incline 2-0 au Toyota Field de San Antonio et voit sa saison se terminer.
En 2022, San Diego démarre sa saison avec six victoires sur ses sept premières rencontres, installant le club dans le haut du classement dès l'entame de championnat. Derrière le San Antonio FC qui domine la conférence Ouest, le Loyal est à la lutte avec les Switchbacks de Colorado Springs pour la deuxième place alors qu'une qualification en séries semble rapidement acquise. En parallèle, la franchise découvre la Coupe des États-Unis en l'emportant face à un adversaire local, l'Albion San Diego, par la marque de 2-1, avant d'être éliminé par le Galaxy de Los Angeles (MLS) 1-0 le 19 avril.

##### Un club guidé par l'inclusivité
Le 25 septembre, dans un affrontement face au Galaxy II de Los Angeles, le joueur de San Diego Elijah Martin est victime de propos racistes de la part d'Omar Ontiveros, menant à sept matchs de suspension pour ce dernier et une demande de forfait émanant du Loyal. Le résultat du match (1-1) est pourtant maintenu sur décision de la ligue.
Le 30 septembre suivant, lors de la rencontre à domicile face au Rising de Phoenix, Collin Martin est la cible d'une insulte homophobe proférée par le milieu de terrain de Phoenix Junior Flemmings. Ce dernier l'aurait traité de « Batty boy »,. À la fin de la première mi-temps, il s'adresse au quatrième officiel et affirme qu’une insulte homophobe a été proférée contre lui par l’un des joueurs de Phoenix. Il reçoit un carton rouge car l'arbitre pense alors qu'il l'insulte ; son carton rouge est ensuite annulé après que l'arbitre admet son erreur.
Le Loyal de San Diego mène 3-1 à la mi-temps. Cependant, après un manque d’action perçu après leur plainte à la mi-temps, lorsque l’arbitre signale le début de la seconde période, le personnel d’entraîneurs et les joueurs de San Diego mettent un genou à terre et quittent le terrain en signe de protestation (défaite par forfait). Junior Flemmings écope finalement d’une suspension de six matchs, accompagnée d’une amende d'un montant non révélé.

#### Dernière saison en 2023
Le 24 août 2023, la ligue annonce par un communiqué que la saison 2023 sera la dernière du Loyal de San Diego et que ses droits sportifs en USL Championship seront transférés. Cette nouvelle intervient dans un contexte où les dirigeants du club ne parviennent pas à trouver une enceinte pouvant accueillir l'équipe sur du long terme. De plus, trois mois plus tôt, la Major League Soccer dévoile officiellement San Diego – et non le Loyal – comme sa prochaine franchise d'expansion avec une saison inaugurale prévue pour 2025. Ainsi, malgré le succès de la formation sur les terrains, la ligue considère que disposer d'un stade moderne et économiquement viable est le pilier des succès de ses membres et de son organisation.

## Palmarès et records

### Palmarès
| Compétitions nationales | Compétitions internationales | Trophées mineurs |
| - Vierge                | - Vierge                     | - Vierge         |

### Bilan par saison
| Saison | Niv. | Ligue            | Saison régulière | Saison régulière | Saison régulière | Saison régulière | Saison régulière | Saison régulière | Saison régulière | Classement | Classement | Séries                        | US Open Cup    | Affl. moy. saison régulière | Affl. moy. séries éliminat. |
| Saison | Niv. | Ligue            | M                | V                | N                | D                | BP               | BC               | Pts              | Conf.      | Ligue      | Séries                        | US Open Cup    | Affl. moy. saison régulière | Affl. moy. séries éliminat. |
| ------ | ---- | ---------------- | ---------------- | ---------------- | ---------------- | ---------------- | ---------------- | ---------------- | ---------------- | ---------- | ---------- | ----------------------------- | -------------- | --------------------------- | --------------------------- |
| 2020   | 2    | USL Championship | 16               | 6                | 5                | 5                | 17               | 18               | 23               | 12e/18     | 19e/35     | Non qualifié                  | Annulée        | N/A                         | N/Q                         |
| 2021   | 2    | USL Championship | 32               | 14               | 6                | 12               | 51               | 43               | 48               | 6e/15      | 13e/31     | Quart de finale de conférence | Non tenue      | N/A                         | N/A                         |
| 2022   | 2    | USL Championship | 34               | 18               | 6                | 10               | 68               | 55               | 60               | 2e/13      | 5e/27      | Quart de finale de conférence | Troisième tour | 4 519                       | 5 719                       |
| 2023   | 2    | USL Championship | 34               | 16               | 9                | 9                | 61               | 43               | 57               | 3e/12      | 6e/24      | Quart de finale de conférence | Troisième tour | 4 754                       | 5 671                       |

### Meilleurs buteurs par saison
| Saison | Meilleurs buteurs | Meilleurs buteurs |
| Saison | Joueurs           | Buts              |
| ------ | ----------------- | ----------------- |
| 2020   | Rubio Rubin       | 7                 |
| 2021   | Corey Hertzog     | 7                 |
| 2022   | Kyle Vassell      | 14                |

## Logos et couleurs

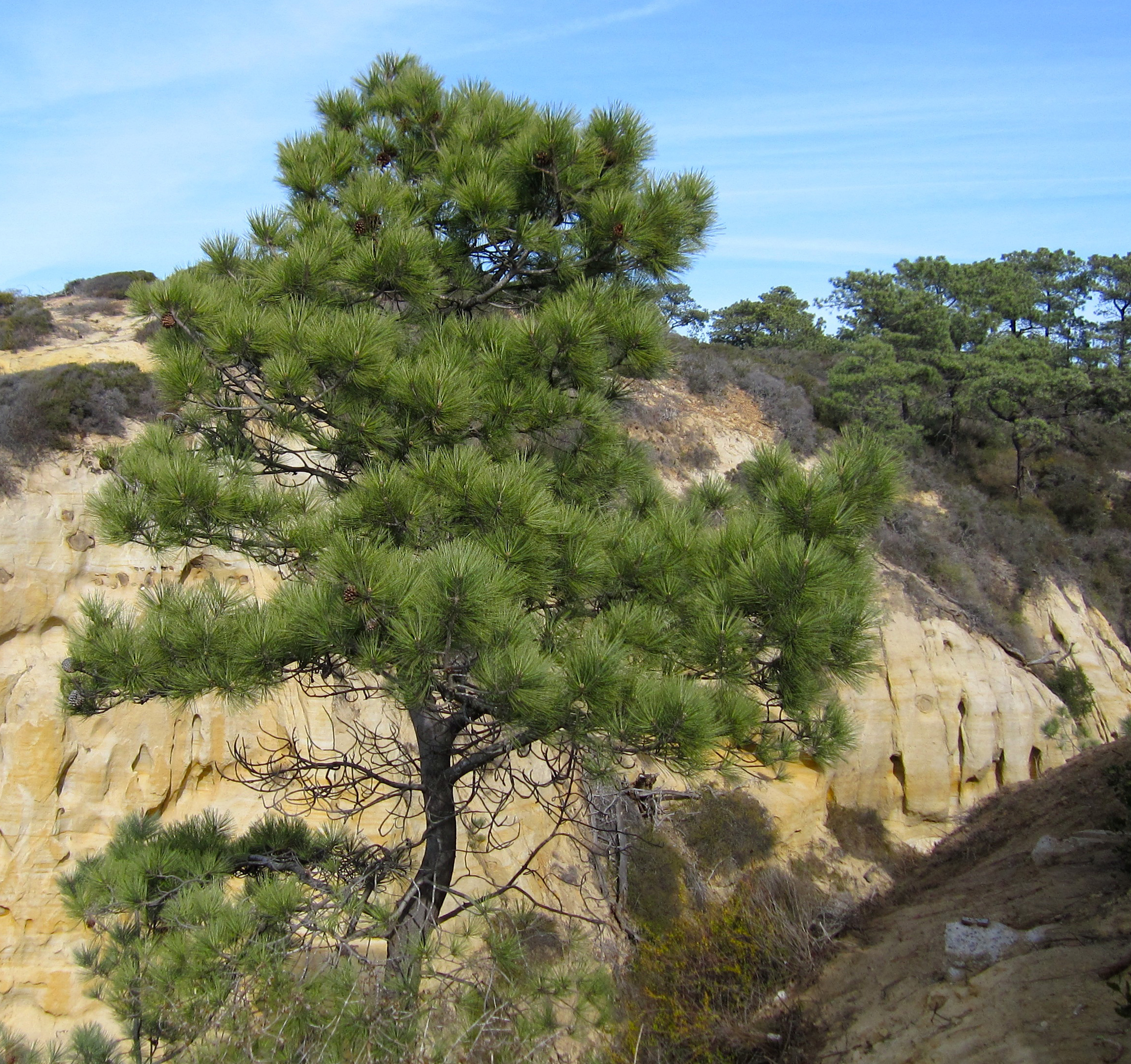
Un pin de Torrey dans la réserve d'État des pins de Torrey.

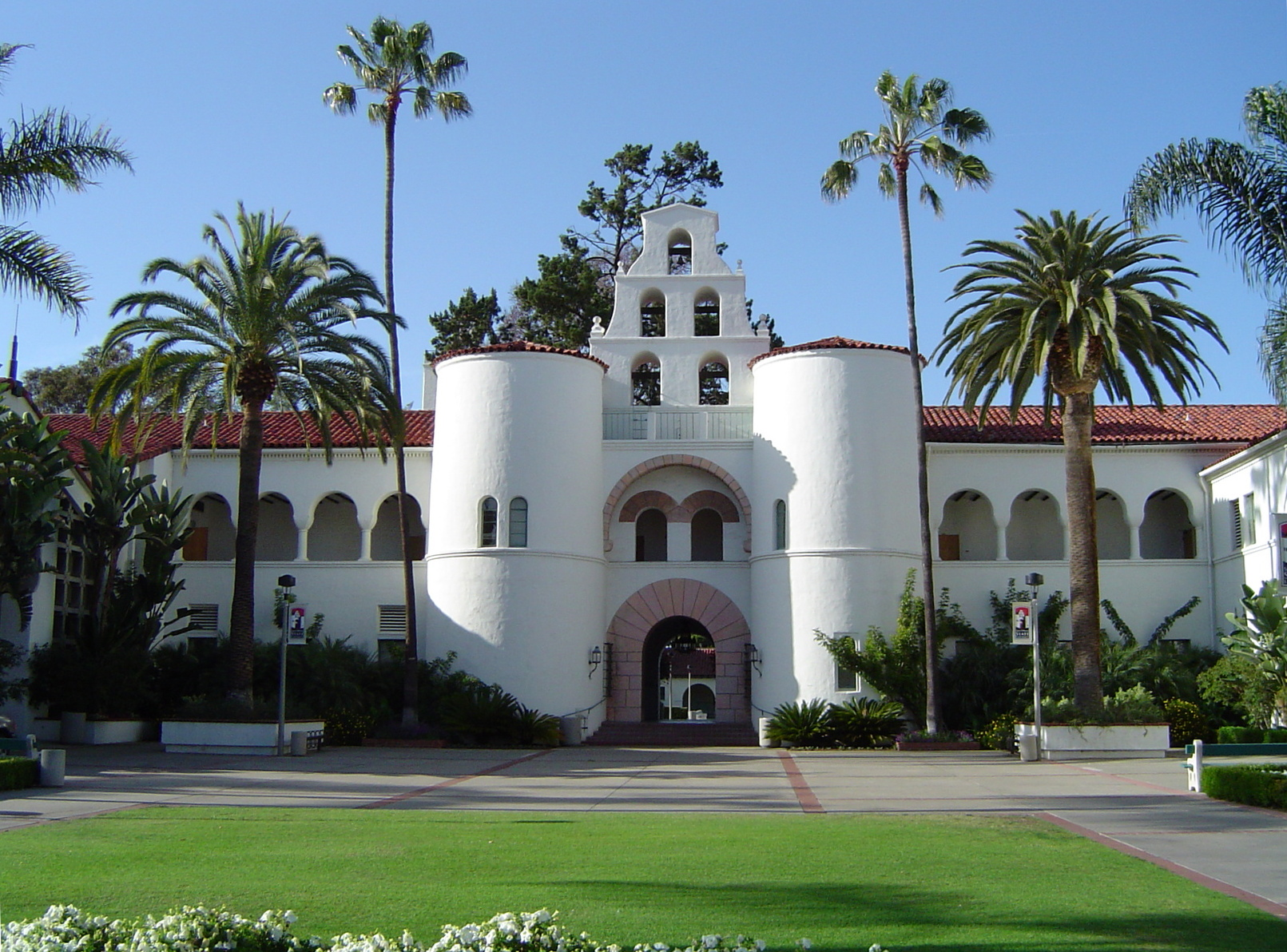
Le Hepner Hall, bâtiment symbolique de l'architecture locale sur le campus de l'Université d'État de San Diego, à San Diego.

Le logo inclut différents éléments dont le but est de représenter la culture et l'environnement de San Diego. Il est divisé en trois parties.
La première symbolise le ciel de San Diego où les lettres « SD » rappellent le Soleil comme un ballon de soccer et contrastent en blanc sur un fond orange, voulant remémorer les levers et couchers du Soleil. Ce ciel orangé est composé de quatre bandes en dégradé qui incarnent les quatre piliers du club : indépendance, authenticité, inclusivité et optimisme. La terre est représentée par le mot « Loyal », positionné entre le ciel et l'océan. La couleur d'écriture en vert est une référence aux nombreux pins de Torrey, une espèce endémique de la Californie du Sud et donc de la région de San Diego. L'océan est illustré au bas du logo et ses vagues symbolisent les différentes communautés de San Diego.
Enfin, le « Y » rattache tous ces éléments entre eux et démontre la volonté du club de demeure en Californie du Sud. Le blason du logo permet de rappeler le style architectural propre à la région tout comme le San Diego-Coronado Bridge qui franchit la baie de San Diego pour relier San Diego et Coronado.

## Stade
Le Loyal de San Diego joue ses rencontres à domicile au Torero Stadium après que le club ait signé un engagement pour un bail de location de trois ans, avec des options pour les quatre saisons suivantes. Néanmoins, dès ses débuts, la franchise évoque la possibilité de partager le Snapdragon Stadium avec les Aztecs de l'Université d'État de San Diego afin d'étendre le public maximal pour ses rencontres, passant de 6 000 au Torero Stadium à un potentiel de 35 000 spectateurs au Snapdragon Stadium.

## Personnalités historiques

### Entraîneurs
Le tableau suivant présente la liste des entraîneurs du club depuis 2019.
| Rang | Entraîneur     | Nationalité | Début            | Fin             | Matchs | Victoires | Nuls | Défaites | % victoires | Palmarès |
| ---- | -------------- | ----------- | ---------------- | --------------- | ------ | --------- | ---- | -------- | ----------- | -------- |
| 1    | Landon Donovan | États-Unis  | 14 novembre 2019 | 2 décembre 2022 | 86     | 39        | 17   | 29       | 45.35%      |          |
| 2    | Nate Miller    | États-Unis  | 2 décembre 2022  | 22 octobre 2023 | 37     | 17        | 11   | 9        | 45.95%      |          |